# Каян
Каян, или Каянус (лат. Cajanus) — род кустарниковых растений подсемейства Мотыльковые (Faboideae) семейства Бобовые (Fabaceae). Род имеет обширный ареал, охватывающий территорию от Африки и Азии до Полинезии и Австралии.

## Ботаническое описание
Однолетние или многолетние растения с деревянистыми стеблями и ветвями. Листья на черешках, тройчатые. Листовые пластинки продолговато-ланцетной формы кожистые, покрытые густым шелковисто-бархатистым опушением. Цветки крупные, жёлтого цвета, образуют кисти. Плоды — бобы плоско-цилиндрической формы, с косо-поперечными перетяжками и вытянутыми кончиками.

## Значение и применение
Некоторые виды, например голубиный горох, культивируются с глубокой древности как пищевые растения.

## Виды
По информации базы данных The Plant List (2013), род включает 32 вида:
- Cajanus acutifolius (F.Muell.) Maesen — Каян остролистный
- Cajanus albicans (Wight & Arn.) Maesen — Каян беловатый
- Cajanus aromaticus Maesen — Каян ароматный
- Cajanus cajan (L.) Millsp. typus[1] — Голубиный горох [syn. Cajanus indicus Spreng. — Каян индийский]
- Cajanus cajanifolius (Haines) Maesen — Каян каянолистный
- Cajanus cinereus (F.Muell.) F.Muell. — Каян сизый
- Cajanus confertiflorus F.Muell. — Каян сжатоцветковый
- Cajanus crassicaulis Maesen — Каян толстостебельный
- Cajanus crassus (King) Maesen
- Cajanus elongatus (Benth.) Maesen
- Cajanus goensis Dalzell
- Cajanus grandiflorus (Baker) Maesen
- Cajanus heynei (Wight & Arn.) Maesen
- Cajanus kerstingii Harms
- Cajanus lanceolatus (W.Fitzg.) Maesen
- Cajanus lanuginosus (S.T.Reynolds & Pedley) Maesen
- Cajanus latisepalus Maesen
- Cajanus lineatus (Wight & Arn.) Maesen
- Cajanus mareebensis (S.T.Reynolds & Pedley) Maesen
- Cajanus marmoratus (Benth.) F.Muell.
- Cajanus mollis (Benth.) Maesen
- Cajanus niveus (Benth.) Maesen
- Cajanus platycarpus (Benth.) Maesen
- Cajanus pubescens (Ewart & Morrison) Maesen
- Cajanus reticulatus (Dryand.) F.Muell.
- Cajanus rugosus (Wight & Arn.) Maesen
- Cajanus scarabaeoides (L.) Thouars
- Cajanus sericeus (Baker) Maesen
- Cajanus trinervius (DC.) Maesen
- Cajanus villosus (Baker) Maesen
- Cajanus viscidus Maesen
- Cajanus volubilis (Blanco) Blanco